# Campionati del mondo di atletica leggera 2017 - Lancio del martello femminile
La gara del lancio del martello femminile si è svolta tra il 5 e il 7 agosto 2017.

## Podio
| Pos     | Atleta           | Nazionalità | Misura  |
| ------- | ---------------- | ----------- | ------- |
| Oro     | Anita Włodarczyk | Polonia     | 77,90 m |
| Argento | Wang Zheng       | Cina        | 75,98 m |
| Bronzo  | Malwina Kopron   | Polonia     | 74,96 m |

## Situazione pre-gara

### Record
Prima di questa competizione, il record del mondo e il record dei campionati erano i seguenti.
| Record                | Prestazione | Atleta                   | Data                             | Competizione  |
| --------------------- | ----------- | ------------------------ | -------------------------------- | ------------- |
| Record mondiale       | 82,98 m     | Anita Włodarczyk Polonia | 28 agosto 2016 Varsavia, Polonia |               |
| Record dei campionati | 80,85 m     | Anita Włodarczyk Polonia | 27 agosto 2015 Pechino, Cina     | Mondiali 2015 |

### Campioni in carica
I campioni in carica, a livello mondiale e olimpico, erano:
| Campione | Atleta                   | Prestazione | Data                                    | Competizione                |
| -------- | ------------------------ | ----------- | --------------------------------------- | --------------------------- |
| Olimpico | Anita Włodarczyk Polonia | 82,29 m     | 15 agosto 2016 Rio de Janeiro (Brasile) | Giochi della XXXI Olimpiade |
| Mondiale | Anita Włodarczyk Polonia | 80,85 m     | 27 agosto 2015 Pechino (Cina)           | Mondiali 2015               |

### La stagione
Prima di questa gara, gli atleti con le migliori tre prestazioni dell'anno erano:
| Pos. | Atleta                   | Prestazione | Data                               |
| ---- | ------------------------ | ----------- | ---------------------------------- |
| 1    | Anita Włodarczyk Polonia | 82,87 m     | 29 luglio 2017 Cetniewo, Polonia   |
| 2    | Gwen Berry Stati Uniti   | 76,77 m     | 06 maggio 2017 Oxford, Stati Uniti |
| 3    | Wang Zheng Cina          | 76,25 m     | 18 maggio 2017 Baku, Azerbaigian   |

## Risultati

### Qualificazioni
Le qualifiche si sono tenute il 5 agosto dalle ore 10:30.

Qualificazione: le atlete che raggiungono la misura di 71,50 m (Q) o le migliori 12 misure (q) avanzano alla finale.
| Pos | Gruppo | Atleta               | Nazionalità   | 1ª prova | 2ª prova | 3ª prova | Risultato | Note |
| --- | ------ | -------------------- | ------------- | -------- | -------- | -------- | --------- | ---- |
| 1   | A      | Malwina Kopron       | Polonia       | 74,97    |          |          | 74,97     | Q    |
| 2   | B      | Anita Włodarczyk     | Polonia       | 74,61    |          |          | 74,61     | Q    |
| 3   | A      | Sophie Hitchon       | Gran Bretagna | 73,05    |          |          | 73,05     | Q    |
| 4   | A      | Hanna Malyshik       | Bielorussia   | 72,79    |          |          | 72,79     | Q    |
| 5   | B      | DeAnna Price         | Stati Uniti   | x        | 72,78    |          | 72,78     | Q    |
| 6   | B      | Alexandra Tavernier  | Francia       | 72,69    |          |          | 72,69     | Q,   |
| 7   | A      | Wang Zheng           | Cina          | 71,89    |          |          | 71,89     | Q    |
| 8   | B      | Hanna Skydan         | Azerbaigian   | 71,78    |          |          | 71,78     | Q    |
| 9   | B      | Joanna Fiodorow      | Polonia       | 71,72    |          |          | 71,72     | Q    |
| 10  | B      | Zhang Wenxiu         | Cina          | 71,39    | 70,37    | 70,87    | 71,39     | q    |
| 11  | A      | Kateřina Šafránková  | Rep. Ceca     | 67,93    | x        | 70,67    | 70,67     | q    |
| 12  | B      | Kathrin Klaas        | Germania      | 69,22    | x        | 70,33    | 70,33     | q    |
| 13  | B      | Luo Na               | Cina          | x        | 69,54    | 69,37    | 69,54     |      |
| 14  | A      | Gwen Berry           | Stati Uniti   | 65,09    | 69,12    | x        | 69,12     |      |
| 15  | A      | Kivilcim Kaya        | Turchia       | 66,33    | 67,76    | 66,93    | 67,76     |      |
| 16  | B      | Réka Gyurátz         | Ungheria      | x        | 67,48    | 60,93    | 67,48     |      |
| 17  | A      | Ida Storm            | Svezia        | 67,39    | x        | x        | 67,39     |      |
| 18  | B      | Anna Maria Orel      | Estonia       | 64,80    | 62,80    | 67,37    | 67,37     |      |
| 19  | A      | Zalina Petrivskaya   | Moldavia      | x        | x        | 67,05    | 67,05     |      |
| 20  | B      | Marinda Petersson    | Svezia        | 63,11    | 66,46    | xx       | 66,46     |      |
| 21  | B      | Magdalyn Ewen        | Stati Uniti   | x        | 66,24    | 65,14    | 66,24     |      |
| 22  | A      | Berta Castells       | Spagna        | 63,09    | 66,11    | 66,05    | 66,11     |      |
| 23  | A      | Iryna Novozhylova    | Ucraina       | 65,78    | 66,02    | 65,52    | 66,02     |      |
| 24  | A      | Bianca Perie-Ghelber | Romania       | 65,07    | x        | x        | 65,07     |      |
| 25  | A      | Alyona Shamotina     | Ucraina       | 62,63    | 64,03    | 64,88    | 64,88     |      |
| 26  | A      | Julia Ratcliffe      | Nuova Zelanda | 64,67    | 64,72    | 61,88    | 64,72     |      |
| 27  | B      | Marina Nikişenko     | Moldavia      | 63,72    | 62,92    | 64,63    | 64,63     |      |
| 28  | A      | Nikola Lomnická      | Slovacchia    | 64,60    | x        | 63,32    | 64,60     |      |
| 29  | B      | Iryna Klymets        | Ucraina       | 61,24    | 64,20    | 60,76    | 64,20     |      |
| 30  | A      | Susen Küster         | Germania      | 59,33    | 62,33    | x        | 62,33     |      |
| 31  | B      | Jillian Weir         | Canada        | x        | x        | x        | nm        |      |
| 31  | B      | Jennifer Dahlgren    | Argentina     | x        | x        | x        | nm        |      |

### Finale
La finale si è tenuta il 7 agosto alle ore 19:00.
| Pos | Atleta              | Nazionalità   | 1ª prova | 2ª prova | 3ª prova | 4ª prova | 5ª prova | 6ª prova | Risultato | Note                                     |
| --- | ------------------- | ------------- | -------- | -------- | -------- | -------- | -------- | -------- | --------- | ---------------------------------------- |
|     | Anita Włodarczyk    | Polonia       | 70,45    | x        | 71,94    | 77,39    | 77,90    | 73,91    | 77,90     |                                          |
|     | Wang Zheng          | Cina          | 74,31    | 75,94    | 75,00    | 74,86    | 74,52    | 75,98    | 75,98     |                                          |
|     | Malwina Kopron      | Polonia       | 74,76    | x        | x        | x        | 69,90    | 71,66    | 74,76     |                                          |
| 4   | Zhang Wenxiu        | Cina          | 69,70    | x        | 73,19    | 70,62    | 74,53    | 72,21    | 74,53     | Miglior prestazione personale stagionale |
| 5   | Hanna Skydan        | Azerbaigian   | 72,45    | 72,38    | 73,38    | 71,70    | x        | 71,77    | 73,38     |                                          |
| 6   | Joanna Fiodorow     | Polonia       | x        | 73,02    | 72,41    | 73,04    | 71,69    | 72,67    | 73,04     |                                          |
| 7   | Sophie Hitchon      | Gran Bretagna | 71,47    | 71,62    | 71,80    | x        | 70,81    | 72,32    | 72,32     |                                          |
| 8   | Kateřina Šafránková | Rep. Ceca     | 71,34    | x        | x        | x        | x        | 66,26    | 71,34     | Miglior prestazione personale stagionale |
| 9   | DeAnna Price        | Stati Uniti   | 65,20    | 67,46    | 70,04    |          |          |          | 70,04     |                                          |
| 10  | Hanna Malyshik      | Bielorussia   | 69,43    | x        | 69,00    |          |          |          | 69,43     |                                          |
| 11  | Kathrin Klaas       | Germania      | 67,83    | 68,91    | x        |          |          |          | 68,91     |                                          |
| 12  | Alexandra Tavernier | Francia       | x        | 66,31    | 66,01    |          |          |          | 66,31     |                                          |